# Русенская епархия
Ру́сенская епа́рхия (болг. Русенска епархия) — епархия Болгарской православной церкви с кафедрой в городе Русе и архиерейскими наместничествами в Разграде, Попове и Тутракане.

## История
С XVI века в Червене, ныне село на территории Русенской области, находилась епископская кафедра. После 1868 года не замещалась.
28 февраля 1870 года султан Абдул-Азис издал фирман о создании Болгарского экзархата; 10 пункт фирмана, разделял экзархат на 15 епархий, в числе которых была и Рущукская, то есть Русенская.
На народном соборе в 1870 года в Константинополе было решено объединить Русенскую и Силистренскую епархии в единую Доростоло-Червенскую митрополию, с кафедрой в Русе, а в 1872 году был избран правящий епископ новой епархии.
Решением пятого церковно-народного собора от 17 декабря 2001 года Доростоло-Червенская епархия была разделена на Русенскую и Доростольскую епархию.

## Епископы
Червенская епархия
- Иеремия (упом. 1590)[1]
- Григорий (упом. 1616)[2]
- Калиник (упом. 1620)[2]
- Григорий (упом. 1635)[3]
- Гавриил (упом. 24 сентября 1638[4], в 1643[5] и от декемви 1651 до юни 1653[3])
- Иосиф (упом. июль 1668 — январь 1671)[3]
- Дионисий (упом. в 1703)[6]
- Косма (упом. в 1708)[7]
- Серафим (упом. в 1710)[8]
- Неофит I (упом. 1769, отстранен в 1772)[3]
- Неофит II (январь 1772 — ?)[3]
- Феоклит (упом. май 1829)[3]
- Неофит (21 октября 1832[9] — 1840[3])
- Кирил (май 1840—1842)[3]
- Синесий (октябрь 1842—1865)[10]
- Паисий (1 мая 1865 — 11 марта 1868)[11]
- Дорофей (Спасов) (16 декабря 1868—1871) в/у, митр. Софийский

Русенская епархия Болгарской православной церкви
- Неофит (Димитров) (17 декабря 2001 — 23 марта 2014) с 24 февраля 2013 года — в/у, Патр. Болгарский
- Наум (Димитров) (с 23 марта 2014)

## Монастири
- Басарбовский скальный монастырь святого Димитрия Басарбовского (село Басарбово, община Русе)
- Каранвырбовский монастырь светой Марины[болг.] (женский; община Две-Могили)
- Копривецкий монастырь святой Петки (женский; село Копривец, община Бяла)
- Сяновский монастырь святой Марины (женский; община Тутракан)